# Cinco Coronas
Las Cinco Coronas Celestiales o, simplificadamente, las Cinco Coronas, es un concepto en la teología cristiana que se refiere a las cinco coronas que los creyentes podrán recibir después del Juicio Final. Son la corona incorruptible, la corona de la justificación, la corona de vida, la corona de gloria y la corona del regocijo.
En la lengua koiné griega, stephanos (στέφανος) es la palabra utilizada para corona y se traduce así en la Biblia, especialmente en las versiones procedentes de la versión autorizada. Representaría como la insignia de mérito de la victoria, aunque otras la traducen como diadema en el sentido de marca de lealtad.
Estas cinco recompensas pueden ser ganadas por los creyentes, según el Nuevo Testamento, como "recompensas por fidelidad en esta vida".

## Corona Incorruptible
La Corona Incorruptible es también conocida como la Corona Imperecedera, a la que se hace referencia en 1 Corintios 9:25. Esta epístola, escrita por Pablo de Tarso, considera esta corona como "imperecedera" por contraste con los premios temporales de los perseguidos contemporáneos de Pablo, los que aman y fueron fieles al Señor. Por eso, se proporciona a los individuos que demuestran abnegación y perseverancia.

## Corona de la Justificación
La Corona de la Justificación o Corona de la Justicia se menciona en 2 Timoteo 4:8, y se prometió a los que aman y anticipan la segunda venida de Cristo. Estos cristianos desean la intimidad con Dios.
Existe también una corona de la justificación en la religión del Antiguo Egipto, que la poseían aquellos fallecidos, que tras pasar el juicio de Osiris, alcanzaban la vida eterna. Aparece en el Libro de las Puertas como por ejemplo en la séptima hora y aparece representada en tumbas que llegan hasta la época grecorromana.

## Corona de la Vida

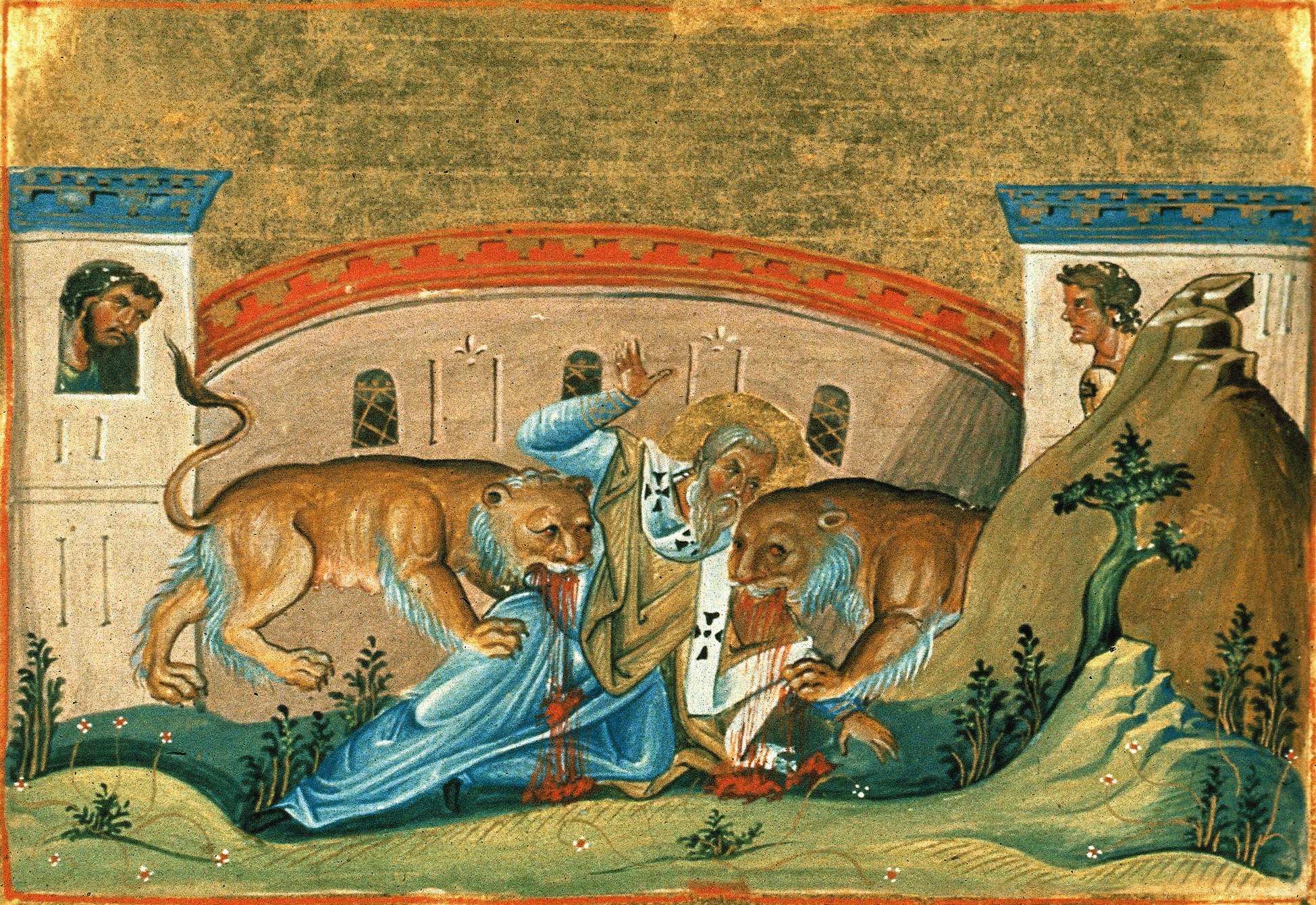
Martirio de Ignacio de Antioquía. Menologio de Basilio II.

Se hace referencia a la Corona de la Vida en Santiago 1:12 y Apocalipsis 2:10 y se otorga a "los que perseveran habiendo resistido las pruebas". Jesús hace referencia a esta corona cuando dice a la Iglesia en Esmirna que no tenga miedo de lo que está a punto de sufrir, que sea fiel incluso hasta la muerte, y Él les dará la corona de la vida.

## Corona de la Gloria
La Corona de la Gloria se menciona en 1 Pedro 5:4 y se concede a los clérigos cristianos que "sirven al rebaño con amor desinteresado.

## Corona del Regocijo
La Corona del Regocijo o de la Exaltación. está referenciada en 1 Tesalonicenses 2:19 y Filipenses 4:1 y se da a las personas que se dedican a la evangelización de los que están fuera de la Iglesia cristiana. En el Nuevo Testamento, Pablo gana esta corona después de llevar a los tesalonicenses a la fe en Jesús.